# Attaques au couteau de 2022 en Saskatchewan
Les attaques au couteau de 2022 en Saskatchewan sont une tuerie de masse survenue le 4 septembre 2022 alors qu'ont lieu plusieurs attaques au couteau dans treize endroits sur la réserve James Smith et à Weldon (en), en Saskatchewan, au Canada, tuant 11 personnes et blessant 17 autres,. C'est l'un des massacres les plus meurtriers de l'histoire du Canada. Les alertes relatives aux incidents sont d'abord émises en Saskatchewan, puis étendues au Manitoba et à l'Alberta. Certaines des victimes auraient été ciblées, tandis que d'autres auraient été attaquées au hasard.
La police recherche à l'origine deux fugitifs : les frères Damien et Myles Sanderson, âgés respectivement de 31 et 30 ans. Le 5 septembre, Damien Sanderson est retrouvé mort avec de multiples blessures, tandis que Myles Sanderson est toujours en cavale. Il est finalement retrouvé trois jours après les événements, le 7 septembre, après qu'un signalement permette de le retracer au volant d'un véhicule sur une route près de Rosthern, à une soixantaine de kilomètres au nord de Saskatoon. Dès son arrestation, il est trouvé en détresse respiratoire et son décès est finalement constaté lorsque emmené à l'hôpital.
Le 6 octobre, la Gendarmerie royale du Canada annonce qu'elle considère Myles Sanderson comme étant seul responsable des onze meurtres survenus lors des événements du 4 septembre, bien que des informations permettent toutefois de penser que Damien Sanderson ait « participé à la préparation et à planification des attaques ».

## Attaques
Selon le commandant de la Gendarmerie royale du Canada (GRC) de la Saskatchewan, Rhonda Blackmore, le motif des attaques au couteau n'est pas clair. Les deux suspects ont peut-être ciblé certaines victimes, tandis que d'autres semblent avoir été attaquées au hasard. Blackmore déclare que la première attaque s'est produite à 5 h 40 CST, avec des appels d'urgence ultérieurs signalant plus d'attaques au couteau.
Des victimes mortes et blessées sont retrouvées à 13 endroits sur le territoire de la réserve de la Nation crie James Smith, une réserve d'environ 3 400 habitants, et à Weldon (en), un village de 200 habitants.

## Suspects
Les deux suspects recherchés en lien avec les attaques au couteau sont rapidement identifiés comme étant Damien Sanderson, 31 ans, et Myles-Brandon Sanderson, 30 ans. On pense qu'ils conduisaient un Nissan Rogue noir avec le numéro d'immatriculation de la Saskatchewan 119 MPI, et auraient été vus à Melfort et dans le quartier de l'avenue Arcola (en) à Regina,. Ils sont armés et dangereux selon la GRC. On ne sait pas où les suspects peuvent aller, ou s'ils ont changé de véhicule depuis la dernière observation connue d'eux.

## Interventions
Des hélicoptères médicaux et des ambulances STARS (en) ont été envoyés pour trier et transporter les blessés vers les hôpitaux. Quinze blessés ont été signalés, mais il pourrait y en avoir d'autres qui se sont rendus à l'hôpital.
À 7 h 12 HNC, la GRC a émis une alerte d'urgence dans la région, conseillant aux résidents de rester dans des endroits sûrs et de faire preuve de prudence lorsqu'ils permettent à d'autres personnes d'entrer chez eux. Il a également averti les citoyens de ne pas approcher les suspects et de les signaler plutôt au 9-1-1. À 8 h 20 HNC, l'alerte a été rediffusée dans toute la province avec des informations sur le véhicule des suspects. À la demande de la GRC de la Saskatchewan, l'alerte a ensuite été élargie pour inclure tout l'Alberta et le Manitoba. Des points de contrôle de la police ont été établis entre Regina et Prince Albert. Le véhicule suspect a ensuite été repéré à Regina.
La Saskatchewan Health Authority (en) a lancé un code orange, délivrant du personnel supplémentaire dans les hôpitaux locaux pour les coups de couteau pour aider à l'afflux de patients. Cela a été déclaré plus tard, car l'afflux de nouveaux patients s'était calmé.
À 12 h 0 HNC, les chefs et conseils conjoints de la Nation crie James Smith déclarent l'état d'urgence local, en vigueur jusqu'à 17 h 0 HNC le 30 septembre. De plus, la communauté met en place deux centres d'opérations d'urgence.
Les attaques ont lieu le même jour que le match de rivalité annuel (en) des Roughriders de la Saskatchewan contre les Blue Bombers de Winnipeg. Des policiers supplémentaires sont en conséquence déployés au Stade Mosaic.

### Dénouement
Le 7 septembre vers 15 h 30 HNC, soit trois jours après les attaques, les policiers de la province reçoivent un signalement permettant de retracer un véhicule déclaré comme volé par une résidente des environs de Wakaw, chez qui Myles Sanderson serait entré par effraction et se serait emparé des clés du véhicule environ une heure plus tôt. Le suspect est localisé au volant d'une camionnette roulant à vive allure sur la route 11 près de Rosthern, à une soixantaine de kilomètres au nord de Saskatoon, la ville la plus peuplée de la province, et à environ 100 kilomètres au sud-ouest du lieu des attaques. Presque instantanément après son arrestation, Myles Sanderson tombe en « détresse médicale », selon la GRC et son décès est officiellement confirmé après avoir été transporté dans un hôpital de Saskatoon. La confirmation de sa mort permet donc de mettre fin aux appréhensions qui secouaient toujours les membres de la Nation crie James Smith durant sa cavale.
Plus tard, la GRC révélera que le suspect aurait lancé « Je suis prêt à mourir maintenant » peu après son interception par les policiers et peu avant être entré en convulsion lorsque ces derniers ont voulu l'embarquer dans leur véhicule. Il aurait affirmé avoir pris de la méthamphétamine, bien qu'un sachet de poudre blanche, plus tard identifié comme de la cocaïne ainsi qu'un billet de vingt dollars roulé ont été retrouvés sur lui. Les manoeuvres de réanimation et d'administration de naloxone ont été vaines. Les analyses toxicologiques permettront effectivement d'établir la surdose de cocaïne comme motif du décès et l'absence de méthamphétamine dans le sang du suspect.

## Réactions
Le premier ministre de la Saskatchewan, Scott Moe, déclare qu'« il n'y a pas de mots pour décrire adéquatement la douleur et la perte causées par cette violence insensée ». 
Le premier ministre Justin Trudeau qualifie ces événements d'« horribles et déchirants » et déclare : « Je pense à ceux qui ont perdu un être cher et à ceux qui ont été blessés ». 
La reine du Canada, Élisabeth II, se dit « en deuil avec tous les Canadiens en ce moment tragique ». Cette déclaration, rendue publique le 7 septembre 2022, est la dernière que fait la reine avant sa mort, le lendemain, 8 septembre.